# سیارک ۷۸۰۰
سیارک ۷۸۰۰ (به انگلیسی: 7800 Zhongkeyuan، نامگذاری:1996EW2) هفت هزار و هشتصدمین سیارک کشف شده‌است که در ۱۱ مارس ۱۹۹۶ کشف شد.
قدر مطلق سیارک برابر ۱۳٫۹۰ است.